# 胡穆利

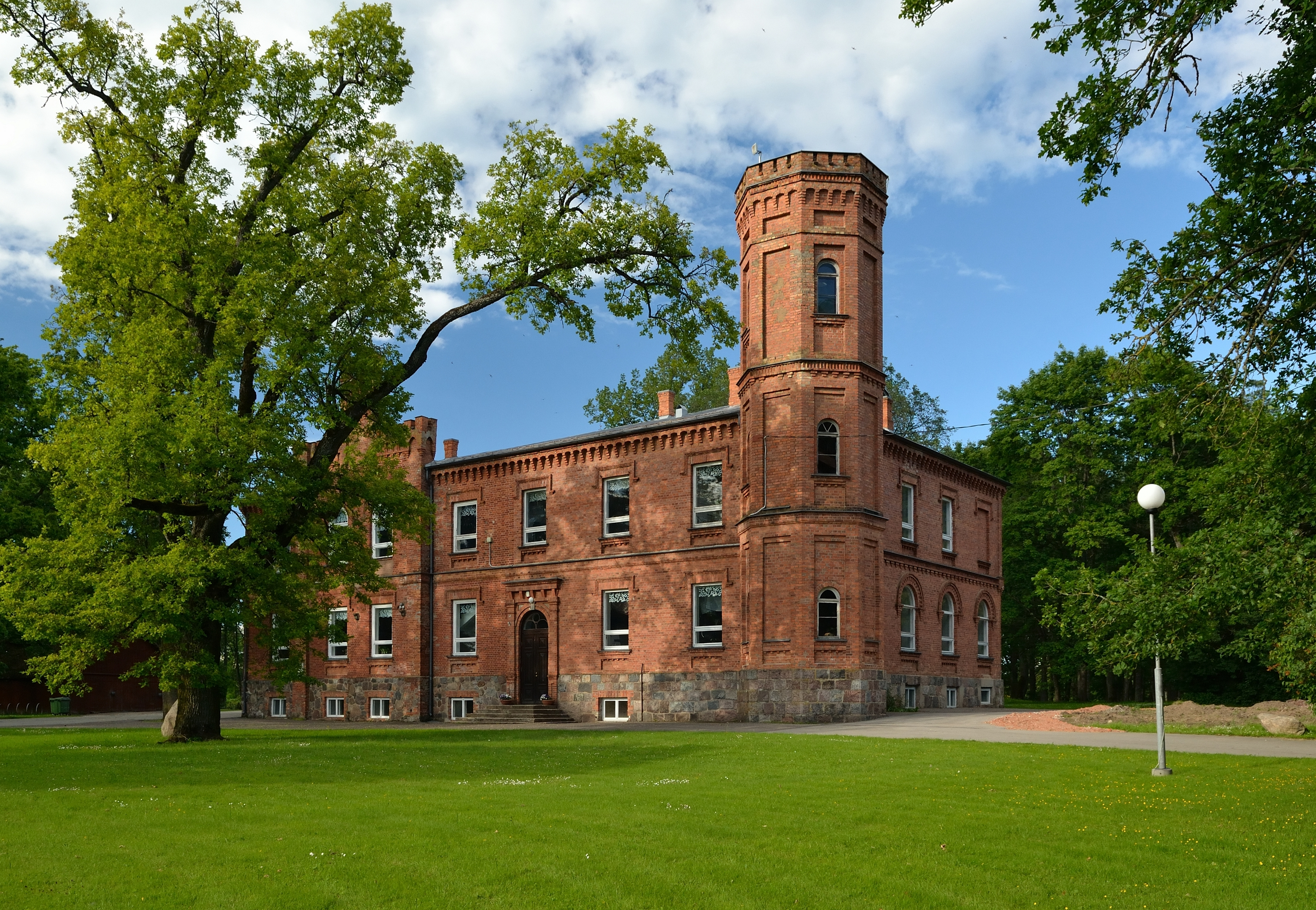
胡穆利庄园

胡穆利，是愛沙尼亞瓦爾加縣特尔瓦市镇内的小鎮，位於該國南部，曾是原胡穆利市镇的行政中心，處於首都塔林以南190公里，海拔高度61米，2012年該小鎮人口404。